# Mistrzostwa Świata w Lekkoatletyce 1983 – skok wzwyż mężczyzn
Skok wzwyż mężczyzn – jedna z konkurencji technicznych rozgrywanych podczas lekkoatletycznych mistrzostw świata w 1983 na Stadionie Olimpijskim w Helsinkach.

## Terminarz
| Data        |              |
| ----------- | ------------ |
| 12 sierpnia | Kwalifikacje |
| 13 sierpnia | Finał        |

## Rekordy
|               | Zawodnik    | Wynik | Miejsce | Data                 |
| ------------- | ----------- | ----- | ------- | -------------------- |
| Rekord świata | Zhu Jianhua | 2,37  | Pekin   | 11 czerwca 1983(dts) |

## Wyniki

### Kwalifikacje
Zawodnicy startowali w dwóch grupach. Minimum kwalifikacyjne wynosiło 2,24 m. Do finału awansowali skoczkowie, którzy uzyskali minimum (Q) lub 12 skoczków z najlepszymi wynikami (q).
| Pozycja | Grupa | Zawodnik               | Państwo           | Wynik | Uwagi |
| ------- | ----- | ---------------------- | ----------------- | ----- | ----- |
| 1       | B     | Milton Ottey           | Kanada            | 2,24  | Q     |
| 1       | B     | Igor Paklin            | ZSRR              | 2,24  | Q     |
| 1       | B     | Zhu Jianhua            | Chiny             | 2,24  | Q     |
| 4       | A     | Leo Williams           | Stany Zjednoczone | 2,21  | q     |
| 4       | A     | Francisco Centelles    | Kuba              | 2,21  | q     |
| 4       | B     | Hennadij Awdiejenko    | ZSRR              | 2,21  | q     |
| 4       | B     | Carlo Thränhardt       | RFN               | 2,21  | q     |
| 4       | B     | Sorin Matei            | Rumunia           | 2,21  | q     |
| 4       | B     | Walerij Sereda         | ZSRR              | 2,21  | q     |
| 4       | B     | Dwight Stones          | Stany Zjednoczone | 2,21  | q     |
| 4       | B     | Patrik Sjöberg         | Szwecja           | 2,21  | q     |
| 4       | B     | Jacek Wszoła           | Polska            | 2,21  | q     |
| 4       | B     | Luca Toso              | Włochy            | 2,21  | q     |
| 4       | B     | Paul Frommeyer         | RFN               | 2,21  | q     |
| 4       | B     | Eddy Annys             | Belgia            | 2,21  | q     |
| 4       | B     | Dietmar Mögenburg      | RFN               | 2,21  | q     |
| 4       | B     | Tyke Peacock           | Stany Zjednoczone | 2,21  | q     |
| 18      | A     | Takao Sakamoto         | Japonia           | 2,18  |       |
| 18      | A     | Takashi Katamine       | Japonia           | 2,18  |       |
| 20      | A     | Othmane Belfaa         | Algieria          | 2,15  |       |
| 20      | A     | Moussa Sagna Fall      | Senegal           | 2,15  |       |
| 20      | A     | Eugen-Cristian Popescu | Rumunia           | 2,15  |       |
| 20      | A     | Roberto Cabrejas       | Hiszpania         | 2,15  |       |
| 20      | A     | Clarence Saunders      | Bermudy           | 2,15  |       |
| 20      | A     | Wolfgang Tschirk       | Austria           | 2,15  |       |
| 20      | B     | Roland Dalhäuser       | Szwajcaria        | 2,15  |       |
| 20      | B     | Dariusz Biczysko       | Polska            | 2,15  |       |
| 28      | A     | Jouko Kilpi            | Finlandia         | 2,10  |       |
| 28      | A     | Constantin Militaru    | Rumunia           | 2,10  |       |
| 28      | A     | Gianni Davito          | Włochy            | 2,10  |       |
| 28      | A     | Alain Metellus         | Kanada            | 2,10  |       |
| 28      | B     | Franck Verzy           | Francja           | 2,10  |       |
| 28      | B     | Stephen Wray           | Jamajka           | 2,10  |       |
| 34      | A     | Liu Chin-chiang        | Chińskie Tajpej   | 2,00  |       |
| 35      | A     | Alphonse Gaglozoun     | Benin             | 1,95  |       |
| 35      | A     | France-Henry Lisette   | Mauritius         | 1,95  |       |
| –       | A     | Ardeshir Ghandoomi     | Iran              | NM    |       |
| –       | A     | Joseph Rajo            | Sudan             | DNS   |       |

### Finał
| Poz. | Zawodnik            | Reprezentacja     | 2,10 | 2,15 | 2,19 | 2,23 | 2,26 | 2,29 | 2,32 | 2,34 | Wynik |
| ---- | ------------------- | ----------------- | ---- | ---- | ---- | ---- | ---- | ---- | ---- | ---- | ----- |
| 01 ! | Hennadij Awdiejenko | ZSRR              | –    | o    | o    | o    | o    | xo   | o    | xxx  | 2,32  |
| 02 ! | Tyke Peacock        | Stany Zjednoczone | –    | o    | o    | xo   | o    | o    | xxo  | xxx  | 2,32  |
| 03 ! | Zhu Jianhua         | Chiny             | –    | o    | o    | o    | o    | o    | xxx  |      | 2,29  |
| 4.   | Dietmar Mögenburg   | RFN               | –    | o    | o    | xo   | –    | o    | xxx  |      | 2,29  |
| 4.   | Igor Paklin         | ZSRR              | o    | o    | o    | o    | xo   | o    | xxx  |      | 2,29  |
| 6.   | Dwight Stones       | Stany Zjednoczone | –    | o    | o    | o    | o    | xxo  | xxx  |      | 2,29  |
| 7.   | Carlo Thränhardt    | RFN               | –    | o    | o    | o    | o    | –    | xxx  |      | 2,26  |
| 8.   | Walerij Sereda      | ZSRR              | o    | o    | xo   | o    | o    | xxx  |      |      | 2,26  |
| 9.   | Milton Ottey        | Kanada            | –    | xo   | o    | o    | o    | xxx  |      |      | 2,26  |
| 10.  | Luca Toso           | Włochy            | o    | xo   | o    | xxo  | xxo  | xxx  |      |      | 2,26  |
| 11.  | Patrik Sjöberg      | Szwecja           | –    | o    | –    | o    | xxx  |      |      |      | 2,23  |
| 12.  | Leo Williams        | Stany Zjednoczone | –    | o    | xo   | xo   | xxx  |      |      |      | 2,23  |
| 13.  | Jacek Wszoła        | Polska            | –    | o    | –    | xxo  | –    | xxx  |      |      | 2,23  |
| 14.  | Eddy Annys          | Belgia            | –    | –    | o    | xxx  |      |      |      |      | 2,19  |
| 15.  | Francisco Centelles | Kuba              | –    | –    | xo   | xxx  |      |      |      |      | 2,19  |
| 16.  | Paul Frommeyer      | RFN               | xo   | xo   | xo   | xxx  |      |      |      |      | 2,19  |
| 17.  | Sorin Matei         | Rumunia           | o    | xxo  | xxx  |      |      |      |      |      | 2,15  |